# Daniel Drode
Œuvres principales
- Surface de la planète

Daniel Drode, né le 31 octobre 1932 à Cambrai et mort le 22 octobre 1984  au Havre, est un écrivain français de science-fiction.

## Biographie succincte
Après des études d'histoire-géographie, il effectue son service militaire en Algérie en tant que professeur. Il fait ainsi l'expérience d'une guerre qui ne dit pas son nom et des violences perpétrées par les deux camps ; ce séjour le marquera profondément et renforcera des convictions pacifistes et anticolonialistes déjà très marquées.

## Œuvres

### Son roman le plus connu:Surface de la planète(1959)

#### Résumé
Le début de l'intrigue se situe dans une cité souterraine, le Système, vraisemblablement après une explosion atomique. Les habitants, reliés entre eux par le phone, y mènent une vie larvaire et déshumanisée, gouvernée par la Vision envahissante. L'un d'eux, s'arrachant à cet asservissement, remonte à la surface, suivi par quelques-uns ; il découvre des vestiges antérieurs au cataclysme, rencontre deux robots en déroute, se joint et se heurte à d'autres humains grégaires rassemblés sous la houlette d'un chef.
Son seul compagnon sera, vers la fin, un homme descendant de survivants, véritable « Naturel » de la surface. Il lui révèle l'existence d'autres survivants, affligés comme cet homme de malformations consécutives au cataclysme.
Parallèlement à cette rencontre, il fait l'expérience de zones d'anomalie, zones mouvantes où l'atmosphère change imperceptiblement, et que l'on ne peut traverser sans risquer l'asphyxie. Son compagnon s'y laisse d'ailleurs engloutir. Le narrateur échafaude alors des hypothèses sur cet « océan de vide » à deux dimensions, peuplé de "niveleurs". Il constate l'inexorable progression de cette "nouvelle forme d'existence", de ce "réseau bidimensionnel", de cette "nappe de temps (…) pliée et repliée sur elle-même". Assailli de visions, le narrateur semble soudain capable de remonter en esprit "avant le nuage d'hydrogène" et accède à une connaissance supérieure, contemplant la Nature entière, du "puceron" aux "nébuleuses". Le livre se clôt comme il s'ouvrait : un homme, dans sa cellule souterraine, recueille les tablettes nutritives jaillies du distributeur.

#### Analyse
Ce roman dont l'intrigue, relativement simple, fait appel à quelques motifs traditionnels, caractéristiques de la science-fiction (le cataclysme atomique, le monde dévasté, les survivants dans la cité souterraine, la dictature de la machine, la critique de la technologie, etc) est en fait beaucoup moins conventionnel qu'un résumé ne le laisse paraître.
Le projet conscient et explicite de Daniel Drode était de lutter contre l'"anachronisme flagrant" des récits de science-fiction et de proposer, dans une "anticipation totale", les éléments d'un langage nouveau. Dès la sortie des personnages à la "Surface" - qui coïncide d'ailleurs avec le passage à la première personne, une mutation stylistique s'opère : le lecteur aura sous les yeux diverses distorsions, transformations, écarts, de lexique, de morphologie, de syntaxe. Le récit est émaillé d'expressions calquées sur le discours oral : "ia rien", "faut partir", "Tu vois ça qu'il a dit". Un lexique familier est utilisé, non sans humour, dans un contexte plus soutenu ("l'univers balèze", "un anthropomorphisme un peu con", "du toc cette débâcle") ; des néologismes, des mots-valises ("le polycier", "chimérer", "éclatonnantes") ou des termes rares ("subterraqué") apparaissent. On retrouve ici l'influence déterminante de Raymond Queneau.
D'autre part, miné par ces tournures oralisantes, le discours narratif tend ainsi à ressembler à un monologue intérieur. Dans le récit viennent s'insinuer des fragments didactiques, des poèmes cosmologiques qui mêlent rigueur scientifique et méditation parfois triviale. Les frontières des genres sont ainsi brouillées, comme les zones mystérieuses rencontrées par le héros du roman changent sa vision.
Ainsi, pour reprendre la formule de Jean Ricardou à propos du Nouveau Roman, Surface de la planète ne nous propose pas seulement « l'écriture d'une aventure », mais aussi "l'aventure d'une écriture". Gérard Klein, quant à lui, évoquera dans sa préface à Surface de la planète une "convergence entre la contestation du récit et celle de la machinerie sociale", mettant en parallèle libération du langage et prise de conscience politique. Le héros-narrateur est le seul qui parviendra à décrypter la genèse et le fonctionnement du Système qui l'a élevé dans une soumission abrutie ; c'est lui aussi qui, par ses rêveries, percera d'une certaine façon le mystère de l'univers, faisant ainsi du discours poétique un outil puissant de révélation.
Enfin, le roman est traversé par de multiples oppositions -profondeur/surface, vision/réalité, nature/culture, microcosme/macrocosme, prose/poésie, etc.- qui ne sont pas résolues dans quelque hypothétique dépassement ou synthèse, et en font la richesse et la complexité. En ce sens, le paragraphe final renvoie le lecteur à une incertitude quant au véritable statut des événements relatés : nous revenons à la situation évoquée au début du roman, mais la dernière phrase reste en suspens, non ponctuée : "Il entra".

#### Distinction
Le roman obtient le prix Jules-Verne en 1959 dans la collection Le Rayon fantastique et suscite aussitôt la controverse : en raison même de son caractère expérimental, de ses innovations stylistiques, il est fraîchement accueilli par la revue « Fiction », mais il obtient un certain succès.

### Nouvelles
- La Rose des énervents, 1960Un système totalitaire utilise le voyage temporel pour anéantir ses opposants.
- Dedans, 1960
- Quatre-en-un, 1961
- Ce qui vient des profondeurs, 1967
- Hier peut arriver, 1976